# Vlekkem

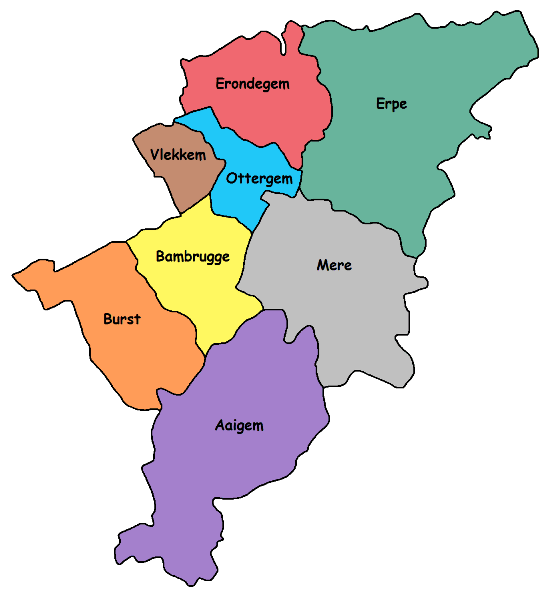
Ligging van Vlekkem in Erpe-Mere

Vlekkem is een dorp in de Belgische provincie Oost-Vlaanderen en een deelgemeente van Erpe-Mere, het was een zelfstandige gemeente tot aan de gemeentelijke herindeling van 1977. Vlekkem is de kleinste, de minst bevolkte en dunst bevolkte deelgemeente van Erpe-Mere. De plaats ligt in de Denderstreek.
Vlekkem wordt omringd door het gehucht Egem in Bambrugge, Ottergem, Vlierzele (deelgemeente Sint-Lievens-Houtem) en Zonnegem (deelgemeente Sint-Lievens-Houtem). Vlekkem bestaat slechts uit 6 straten: Keerstraat, Meistraat, Paardestraat, Vlekkemdorp, Voistraat en Windmolenstraat.
Voor Vlekkem werd de bijnaam de sopeters gebruikt. Sop was geweekt brood, met melk overgoten en door kinderen of boerinnen naar de boeren op het veld gebracht. Een beeld van Herman de Somer van een sopdrager werd in 2008 voor de kerk van Vlekkem geplaatst. In 2018 maakten De Wanzeelse Kineasten voor Erfgoedcel Denderland video-opnames van verschillende dialecten in de Denderstreek, waaronder het Vlekkems.

## Geschiedenis
Volgens de historicus Föstermann is de naam afgeleid van een persoonsnaam. Het dorp wordt voor het eerst genoemd in een Charter van de keizer Koenraad II uit 1036. Daar is er nog sprake van Flachem, in 1209 is die naam al verbasterd tot Vleckem. Rond het eind van de 18e eeuw telde Vlekkem 55 huizen en een bevolking van 275 inwoners.

## Demografische ontwikkeling
- Bronnen:NIS, Opm:1831 tot en met 1970=volkstellingen; 1976 = inwoneraantal op 31 december

## Bezienswaardigheden
- De Sint-Lambertuskerk. Aimé De Baets is zowel pastoor van Ottergem, Vlekkem als Erondegem. Vlekkem behoort tot het dekenaat van Lede.

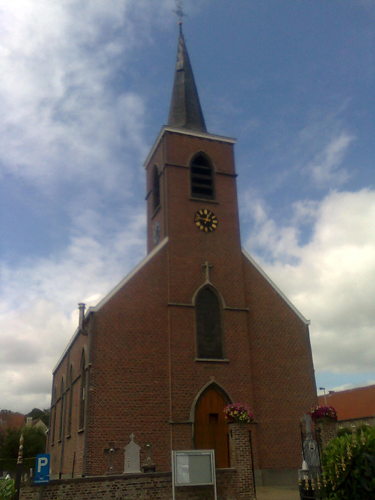
Sint-Lambertuskerk
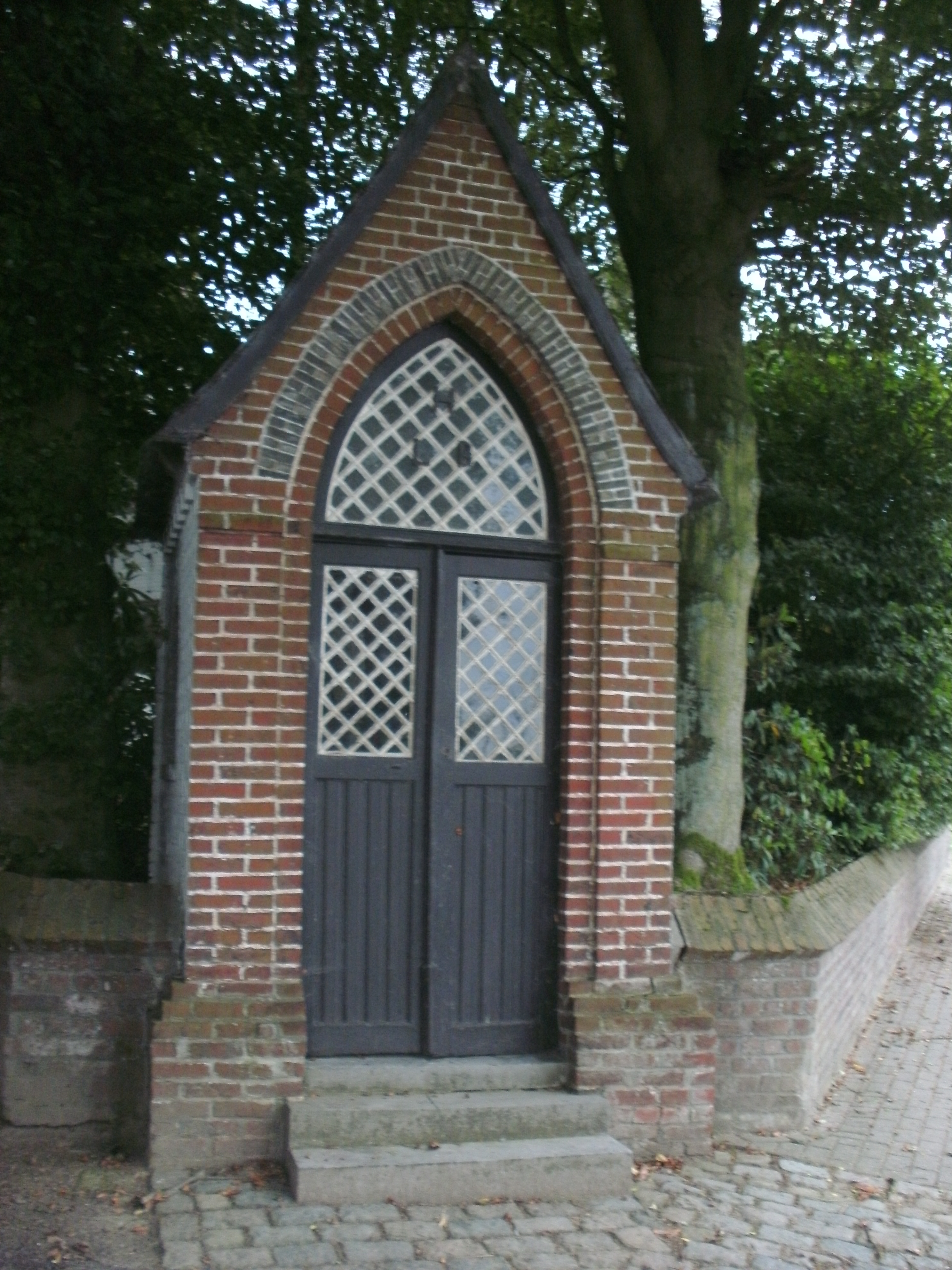
Kapelletje in de Keerstraat
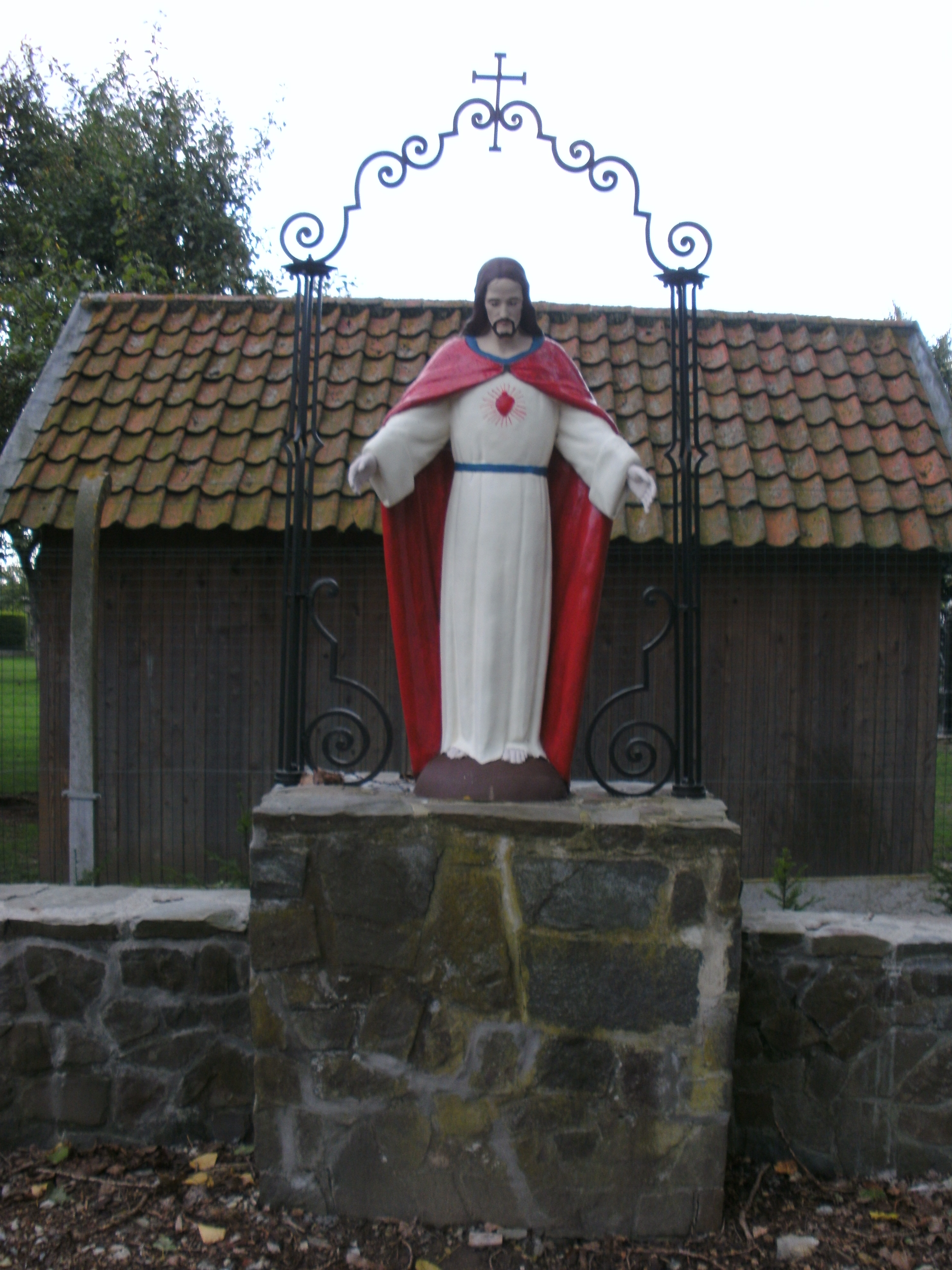
Christusbeeld in de Keerstraat
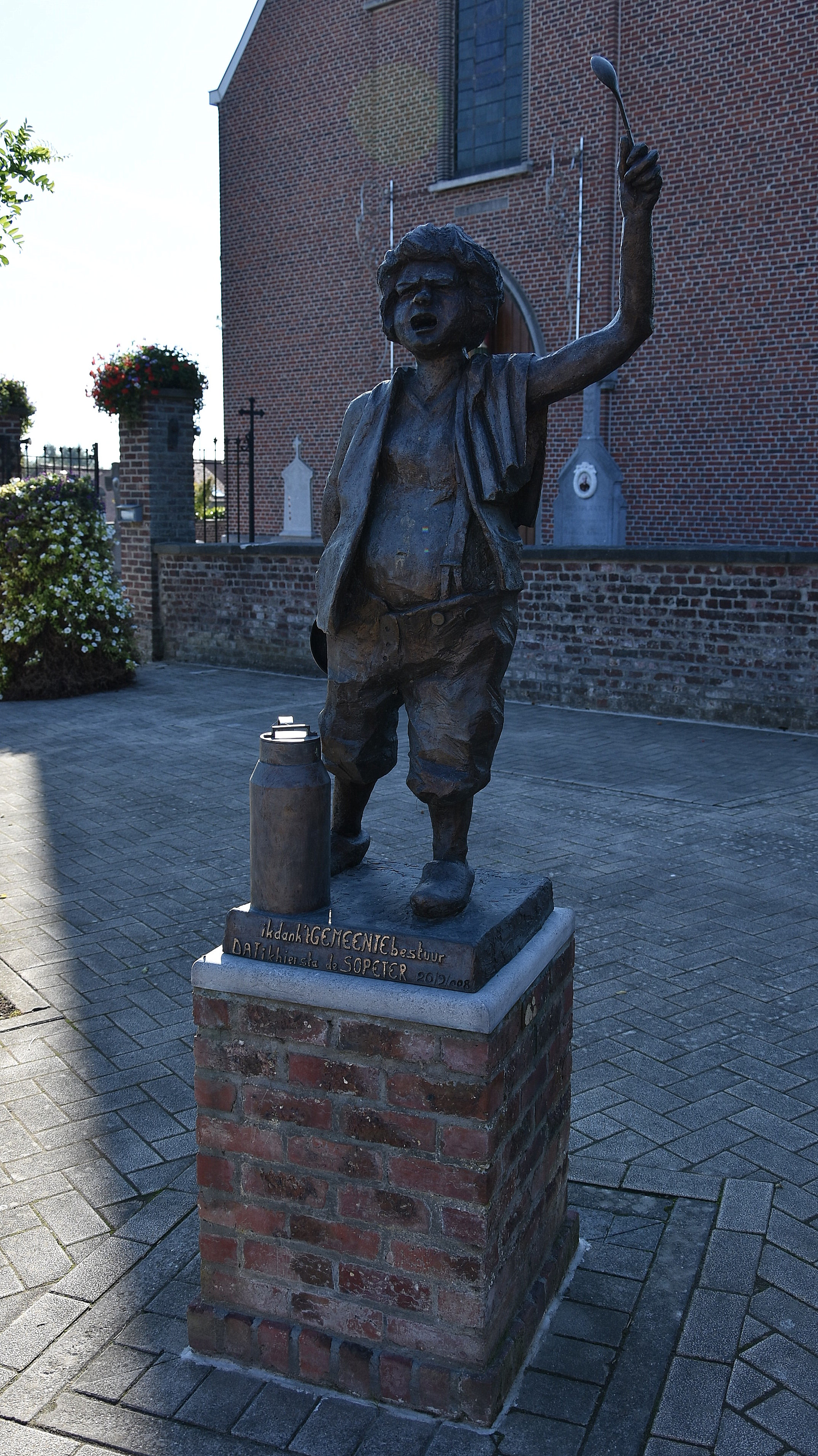
De sopeter van Herman De Somer

## Natuur en landschap
Vlekkem ligt in Zandlemig Vlaanderen op een hoogte van ongeveer 40 meter. De kom ligt vlak langs de drukke autoweg A10.

## Toerisme
Door dit dorp loopt onder meer de Molenbeekroute.

## Verkeer en vervoer
De autosnelweg A10/E40 loopt dwars door Vlekkem.

## Nabijgelegen kernen
Ottergem, Erondegem, Bambrugge, Zonnegem, Papegem
Deelgemeenten: Aaigem · Bambrugge · Burst · Erondegem · Erpe · Mere · Ottergem · Vlekkem

Gehuchten: Edixvelde (deels) · Egem

Belgische gemeenten · Arrondissement Aalst · Oost-Vlaanderen · Vlaanderen